# Hans Hermann Adler
Hans Hermann Adler (* 7. April 1891 in Eger; † 29. März 1956 in Wallerstein) war ein deutscher Zeitungswissenschaftler und Professor an der Universität Heidelberg.

## Ausbildung und Wirken
Adler war Absolvent des humanistischen Gymnasiums Eger in Westböhmen. Nach einem Studium der Altphilologie und Geschichte an den Universitäten Prag, Innsbruck und Berlin erfolgte 1919 die Promotion zum Doktor der Philosophie an der Universität Graz. Er wurde Volontär bei der J. C. Hinrich’schen Verlagsbuchhandlung in Leipzig, Journalist und Theaterkritiker und war 1923–1933 Redakteur der Schlesischen Zeitung in Breslau und der Oderzeitung in Frankfurt an der Oder.
1932 erhielt er einen durch den Verein Deutscher Zeitungsverleger dotierten Lehrauftrag für Zeitungskunde an der Ruprecht-Karls-Universität Heidelberg. 1933 nach der Entlassung von Hans von Eckardt übernahm er, ohne Habilitation zum Honorarprofessor ernannt, die Leitung des Institutes für Zeitungswissenschaften, erhielt das Prüfungsrecht für die Philosophische und die Staats- und Wirtschaftswissenschaftliche Fakultät der Universität Heidelberg, wurde Direktor des Dolmetscher-Institutes und war 1941 bis 1945 planmäßiger Professor. Während dieser Zeit war er Mitglied des Redaktion des „Handbuchs für Zeitungswissenschaften“ und schrieb darin einige Artikel. Nach Aussage des Publizistikwissenschaftlers Hans Bohrmann hat er allerdings „kaum veröffentlicht“.
Adler war ab auch ab 1934 Leiter der Akademischen Lesehalle der Universität Heidelberg, ab 1935 Leiter der Pressestelle der Universität, 1935–1945 Leiter der Auslandsabteilung der Universität und 1935–1945 Kuratoriumsmitglied und Geschäftsführer der Josefine-und-Eduard-von-Portheim-Stiftung für Wissenschaft und Kunst.
Die letzten Jahre seines Lebens verbrachte Adler in Wallerstein im Nördlinger Ries in Bayern und förderte die Egerländer Gmoi, eine Vereinigung von Landsleuten aus dem Egerland.

## Herkunft
Seine Herkunftsfamilie Adler war eines der alten bürgerlichen Geschlechter des Egerlandes, welches seit dem Jahr 1392 auf dem Ministerialensitz Treunitz bei Eger als ansässig nachweisbar ist. Die Egerländer Adler sind wahrscheinlich Nachkommen des alten böhmischen Adelsgeschlecht der Adlar aus der Sippe der Janovice, welches nach der Stammburg Janowitz an der Angel im Böhmerwald seinen Namen führt und seine Abstammung von einem comes Johannes herleitet. Die Janovice mit ihren Nachkommenslinien, ehemals historisch bedeutsam, führten im Stammwappen einen Adler, belegt mit einem waagerechten Halbmond mit Kleeblattspitzen.

## Schriften
- Hans Hermann Adler: Volksdeutsche Fragen in der reichsdeutschen Presse. Vortrag. Stuttgart: Weinbrenner, 1938 (11 S.).
- Hans Hermann Adler: Wege und Aufgaben volksdeutscher Zeitungskunde. In: Auslandsdeutsche Volksforschung 2 (1938), S. 260–267.
- Handbuch der Zeitungswissenschaft, Bd. 1–7 [m.n.e.], 1940. Leipzig: Hiersemann, 1940–1943 (enthält einzelne Beiträge von Adler).